# Nagylemzsér
Nagylemzsér vagy Lesemér (szerbül Лежимир) település Szerbiában, a Vajdaságban, a Szerémségi körzetben, Szávaszentdemeter községben.

## Demográfiai változások
| 1948  | 1953  | 1961  | 1971  | 1981  | 1991 | 2002 |
| ----- | ----- | ----- | ----- | ----- | ---- | ---- |
| 1 141 | 1 152 | 1 128 | 1 127 | 1 006 | 913  | 947  |